# 山重慎二
山重 慎二（やましげ しんじ、1962年 - ）は、日本の経済学者。専門は、公共経済学・数理経済学。一橋大学大学院経済学研究科教授。一橋大学国際・公共政策大学院長。日経・経済図書文化賞、交通図書賞受賞。

## 略歴
- 1962年 鹿児島県生まれ[1]
- 1985年 一橋大学経済学部卒[2]
- 1987年 一橋大学大学院経済学研究科修士課程修了、指導教官石弘光[3]
- 1992年　ジョンズ・ホプキンス大学経済学部博士課程修了（Ph.D. in Economics）[2]
- 1992年　トロント大学経済学部助教授[2][4]
- 1996年　一橋大学経済学部専任講師[4][2]
- 1998年　一橋大学経済学部助教授[2]
- 2002年　ハーバード大学ハーバード・ロー・スクール客員研究員[2]
- 2003年 株式会社大和総研経営戦略研究所客員研究員[5]
- 2007年 一橋大学経済学研究科および一橋大学国際・公共政策研究部 准教授[2]
- 2015年 一橋大学経済学研究科および一橋大学国際・公共政策研究部 教授[2]
- 2016年 一橋大学国際・公共政策大学院長
- 2018年 鹿児島銀行取締役[6]

## 著書
- 『家族と社会の経済分析』東京大学出版会　2013年
- 『日本の交通ネットワーク』（大和総研経営戦略研究所との共同編著）（共編著）中央経済社 2007年
- 『入門ミクロ経済学』（武隈慎一・丹野忠晋・原千秋・金子浩一・小川浩との共同執筆：第6章「公共経済」218-258頁を担当）（共著）ダイヤモンド社 2005年
- 『昭和財政史 第4巻 租税』（田近栄治との共著）東洋経済新報社 147-622頁 2003年
- 『昭和財政史 第9巻 資料（2）』（田近栄治・釜江廣志と共同編集）（共編著）東洋経済新報社 2003年
- Large Games and Large Economies with Incomplete Information UMI Dissertation Services, A Bell & Howell Company (Ph.D. Dissertation) 1992年

## 受賞
- 2008年 第33回交通図書賞 「日本の交通ネットワーク」[7]
- 2013年 第56回日経・経済図書文化賞 「家族と社会の経済分析―日本社会の変容と政策的対応」[7]